# EuroNight
EuroNight, forkortet EN, er en betegnelse for alle nationale og internationale nattog-tjenester, som kører på intercity-jernbanenettet primært indenfor det vesteuropæiske område. I modsætning til EuroCity- og InterCity- toglinjerne kører EuroNight primært om natten, og er udstyret med en lang række forskellige services i forskelig kvalitet, der skal sørge for, at den rejsende får en så behagelig rejse som muligt. Derfor kræver man næsten på alle EuroNight-ruterne et ekstra beløb eller tillæg, udover den normale billetpris, for den ekstra service, man som tillæg køber til sin rejse på et af disse tog. Alt efter prisen kan man på et EuroNighttog få alt, lige fra en almindelig siddeplads til sin egen kabine med egen seng og wc/bad. Næsten alle EuroNight-tjenester er internationale tjenester (selv om nogle få store lande, herunder Frankrig og Tyskland også driver dem nationalt) og er co-drivet af forskellige nationale jernbaneselskaber, som deles om enkelte ruter. EN-togene har udviklet sig igennem tiden, og er næsten blevet en fast standart for alle nattogsruter i det vestlige og centrale europa. Der findes dog stadig en særlig betegnelse for de ældre D-Nacht-tog (hvoraf mange stadig opererer i central- og østeuropa). EN-togene har særlige kriterier, som jernbaneselskaberne skal matche for at modtage EN betegnelse. 
Tognumrene følger den gamle EN-betegnelse. Mange ruter har også ledsagenavne, der oprindeligt er blevet udpeget i det 19. og 20. århundrede (EN 264 opererer f.eks. stadig på den klassiske Orientekspressen fra Wien til Strasbourg). 

## Selskaber, der er med i EuroNight rutenettet
Følgende jernbaneselskaber er i øjeblikket en del af EuroNight-systemt. Mange jernbaneselskaber deler vogne på ruterne, for eksempel EN 235 mellem Wien og Rom, hvor der både er vogne med, der tilhører ÖBB og Trenitalia.
- Belgien – NMBS/SNCB
- Danmark – DSB
- Frankrig – SNCF (der opererer under SNCF's selv-udpegede Corail Lunéa)
- Italien – Trenitalia
- Luxembourg – CFL
- Polen – PKP Intercity
- Rumænien – CFR
- Schweiz – SBB-CFF-FFS
- Slovakiet - ZSSK
- Spanien – Renfe Operadora
- Sverige – SJ
- Tjekkiet – ČD (České dráhy)
- Tyskland – DB
- Ungarn – MÁV
- Østrig – ÖBB